# Medcelinska balistična raketa
Medcelinska balistična raketa (angleško intercontinental ballistic missile; kratica ICBM) je balistična raketa z zelo dolgim dosegom (večjim od 5.000 km) in so danes skoraj edina metoda za uporabo jedrskih konic na sovražnikovem teritoriju.
Naslednje države posedujejo tako orožje: Rusija, ZDA, Francija, Združeno kraljestvo in Kitajska. Pakistan in Indija imata večje število IRBM, toda istočasno poteka razvoj na projektu ICBM. 
Razvoj medcelinskih balističnih raket je prvi začel nemški znanstvenik Werner von Braun, ki je s svojo ekipo znanstvenikov med drugo svetovno vojno snoval raketo za napad na cilje v Veliki Britaniji in ZDA. Tako je nastala raketa V-2, prva zasnova današnjih ICBM.
Prvi balistični izstrelki so za pogon uporabljali tekoče gorivo in so bili na začetku vesoljskih poletov v nekoliko prilagojeni obliki v uporabi tudi kot nosilne rakete. Sprva so bila izstrelišča zanje postavljena na površini, vendar so bila zelo izpostavljena nasprotnikovim napadom, zato so jih kasneje prestavili v podzemne raketne silose, ki naj bi teoretično prenesli celo jedrsko eksplozijo. Zaradi precejšnje nenatančnosti so bili opremljeni z jedrskimi bojnimi konicami z veliko eksplozivno močjo.
Današnji balistični izstrelki imajo motorje na trdo gorivo in se izstreljujejo iz podzemnih silosov ali z mobilnih platform. Današnji sistemi za vodenje so bolj natančni, zato so bojne konice lahko manjše, kar omogoča zmanjšanje celotnega izstrelka. Prilagojene verzije balističnih izstrelkov (SLBM) se uporabljajo na podmornicah in imajo krajši doseg, kot medcelinski izstrelki.
Vodenje in navigacija balističnih izstrelkov že od začetka temelji na inercialni navigaciji. Sistem inercialne navigacije ima nižjo natančnost od modernih navigacijskih sistemov (npr. GPS) in je precej dražji, vendar za delovanje ne potrebuje zunanjih signalov in je zato neobčutljiv na motnje.
Leta 2002 sta ZDA in Rusija podpisala sporazum SORT, ki omejuje število ICBMjev na 2.200 v vsaki državi.

## Delovanje medcelinskih balističnih izstrelkov
Medcelinski balistični izstrelek za potrebe leta izkorišča balistične zakone. Prva stopnja dvigne izstrelek na višino nekaj 100 kilometrov, ostale stopnje pa služijo za dosego podorbitalne trajektorije, ki seka zemljo v točki, kamor naj bi padle bojne konice. 
Ko se porabijo vse stopnje, se odvrže ena ali več bojnih konic (MIRV), ki zaradi močno eliptične tirnice z veliko hitrostjo vstopijo v atmosfero in padejo na tla s hitrostjo približno M 10.